# Scarabaeus caffer
Scarabaeus caffer es una especie de escarabajo del género Scarabaeus, familia Scarabaeidae. Fue descrita científicamente por Boheman en 1857.
Habita en la región afrotropical (Zimbabue, provincia del Transvaal, Ciudad del Cabo, Natal y Suazilandia).